# Parlamentswahl in Äthiopien 1969
Die Parlamentswahlen in Äthiopien 1969 waren die vierten Direktwahlen des Volksrepräsentantenhauses, dem Unterhaus des äthiopischen Parlaments.

## Wahlsystem
Gewählt wurden die 250 Mitglieder des Volksrepräsentantenhauses, dem Unterhaus des äthiopischen Parlaments, das gemäß der Verfassung des Kaiserreichs Äthiopien von 1955 geschaffen worden war. Wahlberechtigt waren alle Einwohner über 21 Jahre, Personen denen die Bürgerrechte entzogen waren und Strafgefangenen blieb das Wahlrecht verwehrt. Gewählt wurde nach Mehrheitswahlrecht, das Land wurde in Wahlkreise zu je 200.000 Wählern eingeteilt, von denen jeder zwei Abgeordnete ins Parlament entsandte. Städte mit mindestens 30.000 Einwohner bildeten einen eigenen Wahlkreis, diese entsandten aber nur einen Abgeordneten, für jede weitere 50.000 Einwohner stand der Stadt ein weiterer Abgeordneter zu.

Kandidaten mussten mindestens 25 Jahre alt, seit der Geburt im Besitz der äthiopischen Staatsbürgerschaft sein, als „rechtschaffener Bürger“ gelten und mindestens 50 Wahlberechtigte Unterstützer vorweisen können. Zusätzlich mussten sie Landbesitz im Wert von 1000 Birr im Wahlkreis oder sonstiges Eigentum oder ein Einkommen im Wert von 2000 Birr vorweisen, andere Angaben sprechen von 850 bzw. 1700 Birr. 250 Birr mussten als Kaution vorgelegt werden, um als Kandidat zugelassen zu werden. Die Zahl potenzieller Kandidaten wurde durch die diese Einschränkung des passiven Wahlrechts erheblich reduziert: 1000 Birr (nach damaligem Kurs etwa 400 US-Dollar, in heutiger Kaufkraft ca. 3.420 US-Dollar) entsprachen dem Monatsgehalt eines Ministers der Zentralregierung, das Durchschnittseinkommen lag bei 150 Birr pro Jahr.

## Wahlverlauf und Wahlergebnisse
Bei einer Gesamtbevölkerung von etwa 27,8 bis 28,2 Mio. waren ca. 5,2 Mio. Wähler registriert. Für die 250 Sitze traten 1500 bis 2000 Kandidaten an, etwa 3,4 Stimmen abgegebene Stimmen wurden gezählt. Parteien waren nicht zugelassen, sodass alle Kandidaten als Unabhängige antreten mussten.

## Nach der Wahl
Eine wirkliche Volksvertretung stellte das äthiopische Parlament zur Zeit der Monarchie noch nicht dar. Die Vorgaben zum Mindestbesitz und die Kosten des Wahlkampfs, die mehrere Tausend Birr betragen konnten und von jedem Kandidaten alleine gestemmt werden mussten sorgten dafür, dass die Abgeordneten zum überwiegenden Teil der Oberschicht entstammten. Hauptsächlich waren Regierungsangestellte und Adelige im Parlament vertreten, etwa 15 % – 20 % der Abgeordneten zur Zeit der Monarchie waren Muslime. Mit einem Monatsgehalt von umgerechnet 300 US-Dollar (in heutiger Kaufkraft ca. 2.570 US-Dollar) waren sie allesamt sehr gut bezahlt. Die politische Macht blieb zunächst in den Händen von Kaiser Haile Selassie. Im Laufe der Jahre entwickelte sich das Parlament dennoch zu einem politischen Machtfaktor, auch wenn es mehr die Interessen der verschiedenen politischen Gruppierungen als die Volkes vertrat.